# Golfo Erebus e Terror
Il golfo Erebus e Terror è un golfo largo circa 75 km, in direzione nordovest-sudest, situato davanti alla costa nordorientale della penisola Trinity, l'estremità settentrionale della Terra di Graham, in Antartide. Il golfo, che è in realtà una zona del mare di Weddell e non una vera e propria rientranza della costa e nelle cui acque si gettano diversi ghiacciai, tra cui il Coley, è aperto verso est ed è delimitato a sud-ovest dalla punta settentrionale dell'arcipelago di James Ross, a nord-est dall'estremità meridionale dell'arcipelago di Joinville, e a ovest dalla costa della penisola Trinity.

## Storia
Il golfo Erebus e Terror è stato esplorato durante la spedizione britannica comandata da James Clark Ross, che visitò la zona nel 1842-43, in seguito esso è stato così battezzato da Comitato britannico per i toponimi antartici in ricordo delle due navi utilizzate da Ross nella sua spedizione: l'HMS Erebus e l'HMS Terror.